# Traismauer
Traismauer est une commune autrichienne du district de Sankt Pölten-Land en Basse-Autriche.